# Mounir Fatmi
Mounir Fatmi (Tânger, Marrocos, 1970), é artista visual, vive e trabalha entre Paris, Lille e Tânger, Ele estudou na Rijksakademie em Amsterdã.
Trabalha com vídeos, instalações, desenhos, pinturas e esculturas, e com materiais obsoletos sem futuro, critica os mecanismos ilusórios que nos ligam à tecnologia, ideologias e suas influências em uma sociedade em crise. 
Em 2006, ganhou o prêmio Uriöt, em Amsterdã, o grande prêmio da Bienal de Dakar e o Prêmio da Bienal do Cairo em 2010. 

## Biografia

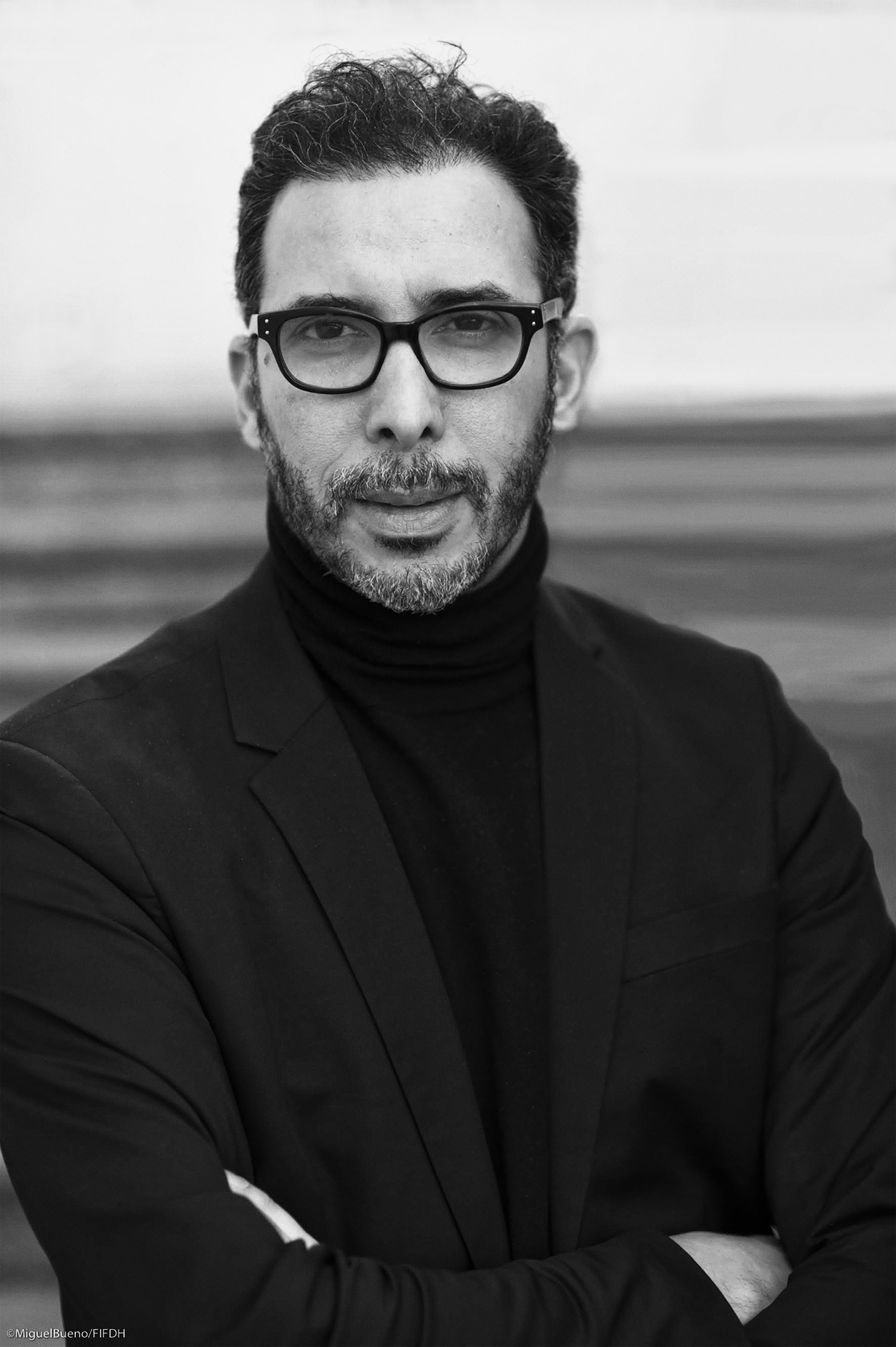
Mounir Fatmi. Artista visual.

Mounir Fatmi nasceu em Tânger em 1970. Depois de viver sua infância e adolescência no Marrocos, ele deixou seu país para aprofundar seus estudos artísticos e se estabelecer em Paris, na França.
E' um artista visual que trabalha com instalações, vídeo, pintura, colagem, escultura, performance. Em suas obras usa principalmente materiais tecnológicos obsoletos e eles não são mais usados, como VHS, cabos de antena ou materiais "pobres" que são usados na vida cotidiana, materiais relacionados à linguagem, ao passado, à memória.
Através de seu trabalho, ele investiga o sentido da vida, da história, trazendo uma nova visão do mundo que se destaca dos dogmas e crenças populares. Suas obras oferecem um novo ponto de vista, um alimento para o pensamento, indo além da normalidade e da banalidade da existência.
O trabalho de Mounir Fatmi foi exposto em museus, galerias e festivais na Europa, EUA, África e Ásia.
Participou de várias Bienais de Arte Contemporânea, incluindo a 52ª e 57ª Bienal de Veneza, a 5ª e 7ª Bienal de Dakar, a 10ª Bienal de Lyon e a 7ª Bienal de Arquitetura, em Shenzhen.
Ele ganhou vários prêmios, incluindo o Prêmio da Bienal de Caire, e o Grande Prêmio Léopold Sédar Senghor durante a 7ª Bienal de Dakar.

## Exposições individuais
2021
- The Observer Effect, ADN Galeria, Barcelona

2019
- The White Matter, Galerie Ceysson & Bénétière, Paris
- A matter of perception, Skanstull Metro Station, Stockholm
- Keeping Faith - Keeping Drawing, Analix Forever, Geneva
- The Process, Wilde Gallery, Geneva

2018
- This is my body, Art Bartschi&Cie, Switzerland[4]
- The Human Factor, Tokyo Metropolitan Teien Art Museum, Tokyo[5]
- The Day of the Awakening, CDAN Museum - Centro de Arte Y Naturaleza, Huesca, [6]
- 180° Behind Me, Göteborgs Konsthall, Göteborg[7]

2017
- Transition State, Officine dell'Immagine, Milano
- Peripheral Vision, Art Front Gallery, Tokyo
- Ghosting, Galerie De Multiples, Paris
- (IM)possible Union, Analix Forever Gallery, Genève
- Survival Signs, Jane Lombard Gallery, New York
- Le Pavillon de l’exil, Galerie Delacroix, Tangier
- Fragmented Memory, Goodman Gallery, Johannesburg
- Inside the Fire Circle, Lawrie Shabibi , Dubaï
- Darkening Process, Analix Forever Gallery, Genève
- Under the Skin, Maisons des Arts du Grütli, Genève

2016
- The Index and The marchine, ADN Platform, San Cugat del Vallès
- A Savage Mind, Keitelman Gallery, Brussels
- Depth of Field, Labanque, Béthune
- Darkening Process, The Marrakech Museum for Photography and Visual Arts, Marrakech

2015
- Permanent Exiles, MAMCO, Genève
- History is not mine, Metavilla, Bordeaux
- Art et Patrimoine: C'est encore la nuit, Prison Qara - Institut Français de Meknès, Morocco
- Modern Times, Miami Beach Urban Studios Gallery - Florida International University, Miami Beach
- Constructing Illusion, Analix Forever, Genève

2014
- Walking on the light, CCC - Centre de Création Contemporaine, Tours
- Light & Fire, ADN Galeria, Barcelona
- Art of War, ADN Platform, Sant Cugat del Vallès
- They were blind, they only saw images, Galerie Yvon Lambert, Paris
- The Kissing Circles, Analix Forever, Genève

2013	
- History is Not Mine, Paradise Row, Londres
- Spot On: Mounir Fatmi, Museum Kunst Palast, Düsseldorf
- Le Voyage de Claude Lévi-Strauss, Institut Français, Casablanca
- La Ligne Droite, Galerie Fatma Jellal, Casablanca
- The Blinding Light, Analix Forever, Genève
- Post Tenebras Lux, Festival A-Part, Les Baux-de-Provence
- Intersections, Keitelman Gallery, Brussels

2012	
- Kissing Circles, Shoshana Wayne Gallery, Santa Monica
- Suspect Language, Goodman Gallery, Le Cap
- Oriental Accident, Lombard Freid Projects, New York

2011	
- Megalopolis, AKBank Sanat, Istanbul
- Linguaggi Costituenti, Fondazione Collegio San Carlo, Modène
- The Angel's Black Leg, Galerie Conrads, Düsseldorf

2010	
- Seeing is believing, Galerie Hussenot, Paris
- The Beautiful Language, Galerie Ferdinand van Dieten, Amsterdam

## Prêmios
- 2020, Prêmio Silver Plane, Altai Bienal, Moscou
- 2014, Shortlisted Jameel Prize 3, Victoria & Albert Museum, London
- 2011, Prix de la Biennale du Caire, Cairo
- 2006, Grand prix Léopold Sédar Senghor -Dak'art, 7ème biennale de Dakar, Dakar
[8]

## Publicações

### Livros Digitais
- In Search of Paradise (2021) http://www.mounirfatmi.com/biographie-530.html
- Hard Head (2021) http://www.mounirfatmi.com/biographie-528.html
- Fuck Architects: Chapter 1 (2021) http://www.mounirfatmi.com/biographie-526.html
- Between the Lines (2021) http://www.mounirfatmi.com/biographie-524.html
- Something is Possible (2021) http://www.mounirfatmi.com/biographie-523.html
- Art of War (2021) http://www.mounirfatmi.com/biographie-522.html
- Light and Fire (2021) http://www.mounirfatmi.com/biographie-521.html
- Seeing is Believing (2020) http://www.mounirfatmi.com/biographie-520.html
- Oriental Accident (2020) http://www.mounirfatmi.com/biographie-519.html
- Intersections (2020) http://www.mounirfatmi.com/biographie-518.html
- History is not mine (2020) http://www.mounirfatmi.com/biographie-517.html
- Kissing Circles (2020) http://www.mounirfatmi.com/biographie-516.html
- Suspect Language (2020) http://www.mounirfatmi.com/biographie-514.html
- Inside the Fire Circle (2020) http://www.mounirfatmi.com/biographie-513.html
- They were blind, they only saw images (2020) http://www.mounirfatmi.com/biographie-511.html
- A Savage Mind (2020) http://www.mounirfatmi.com/biographie-510.html
- The Index and The Machine (2020) http://www.mounirfatmi.com/biographie-509.html
- Fragmented Memory (2020) http://www.mounirfatmi.com/biographie-507.html
- Keeping Faith, Keeping Drawing (2020) http://www.mounirfatmi.com/biographie-506.html
- Peripheral Vision (2020) http://www.mounirfatmi.com/biographie-505.html
- Transition State (2019) http://www.mounirfatmi.com/biographie-504.html
- 180° Behind Me (2019) http://www.mounirfatmi.com/biographie-500.html
- The Day of the Awakening (2019) http://www.mounirfatmi.com/biographie-499.html
- The White Matter (2019) http://www.mounirfatmi.com/biographie-496.html
- The Process (2019) http://www.mounirfatmi.com/biographie-495.html
- C'est encore la nuit (2018) http://www.mounirfatmi.com/biographie-476.html
- The Missing Show: mounir fatmi, SF Publishing (25 avril 2018) http://www.mounirfatmi.com/biographie-475.html
- Survival Signs, Studio Fatmi (September 15, 2017) http://www.mounirfatmi.com/biographie-462.html
- Ceci n'est pas un blasphème, Inculte - Dernière Marge (May 2015)

## Comunicação

### Televisão / Youtube
Métropolis, Emisión 22 de mayo de 2016 • La 2, http://www.rtve.es/television/20160512/mounir-fatmi/1350380.shtml
Vernissage TV, Mounir Fatmi « Oriental Accident », NY, https://vernissage.tv/2012/03/22/mounir-fatmi-oriental-accident-lombard-freid-projects-new-york/

### Artigos de jornal
Blaire Dessent, Mounir Fatmi - Archaeology of Materials, TL Magazine, September 23rd, 2018, https://tlmagazine.com/mounir-fatmi-archaeology-of-materials/
Tarek Elhaik, Cogitation, Cultural Anthropology, April 3rd, 2018, https://culanth.org/fieldsights/1330-cogitation

### Site oficial
http://www.mounirfatmi.com/Site oficial

### Galerias
- Ceysson&Benetiere

- Art Front Gallery

- Goodman Gallery

- Jane Lombard Gallery

- Shoshana Wayne

- Galerie Conrads

- Analix Forever

- Officine dell'Immagine
[13]